# سفينة بضائع

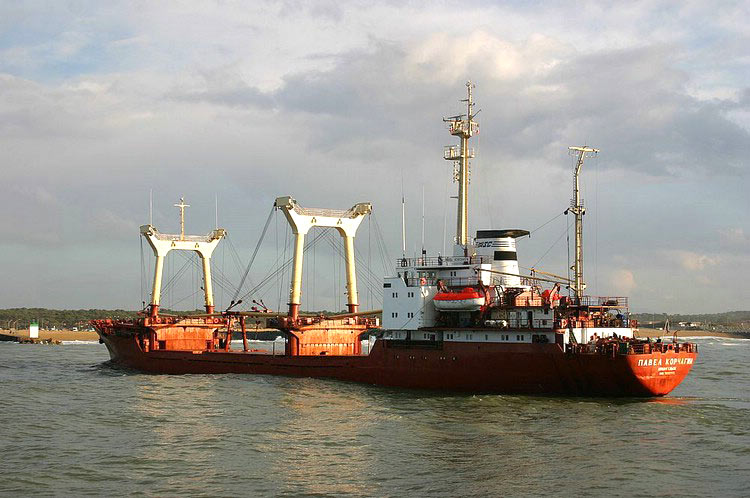
سفينة حمولة روسية متعدد المهام.

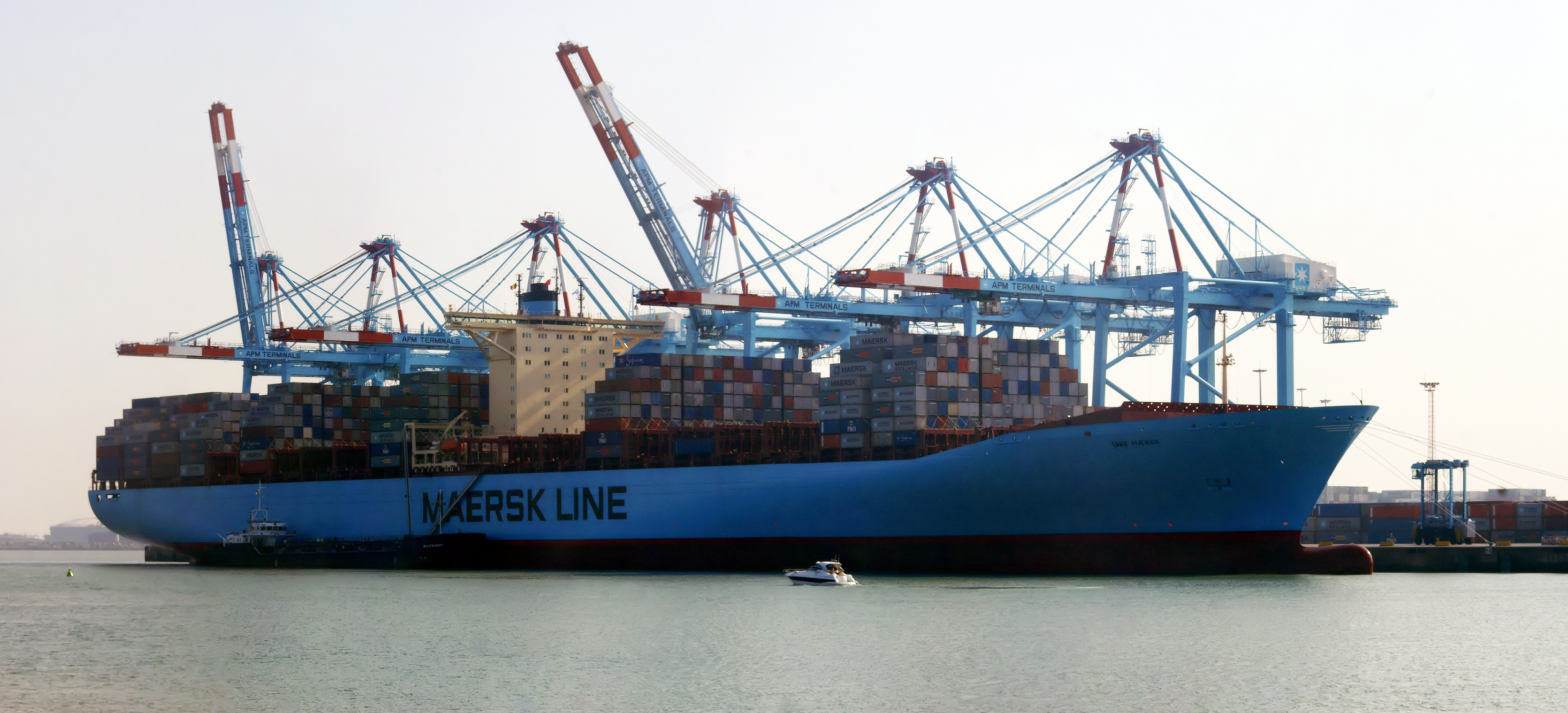
سفينة حاملة حاويات.

سفينة البضائع أو سفينة الشحن هي نوع من السفن مخصص لنقل البضائع من ميناء إلى آخر عبر البحار والمحيطات تتواجد عدة أنواع من سفن نقل البضائع كما تتراوح في أحجامها من ناقلات النفط الضخمة إلى السفن صغيرة ومتوسطة الحجم.

## أنواع سفن الحمولة
هناك نوعان من سفن الحمولة، ناقلة السوائل وناقلات المواد الصلبة.

### ناقلات السوائل
ناقلات السوائل هي سفن حمولة تتميز بامتلاكها لصهاريج تسمح لها بنقل السوائل.
| اسم                | وصف | مثال                      |
| ------------------ | --- | ------------------------- |
| ناقلة بترول        | سفن نقل البترول (نفط) الخام، تتجاوز حمولتها الـمئة ألف طن (100,000 طن). 3500 ناقلة بترول تعمل حاليا بـحمولة كلية تبلغ 383 مليون طن، وهي أكبر حصة (36.7%) من الحمولة التجارية المنقولة بحرا.          | الناقلة AbQaiQ            |
| ناقلة مواد كميائية | تستطيع نقل مواد كميائية عديدة، مع مراعاة شروط السلامة والأمن، باستعمال صهاريج غير قابلة للصدأ. حوالي 1700 ناقلة من هذا النوع تعمل حاليا بطاقة 8.8 مليون طن (0.8% من إجمالي المنقول التجاري العالمي). | Fiona Swan                |
| ناقلة غاز          | تستطيع نقل الغاز المسال تحت ضغط ودرجة حرارة منخفضة سواء غازات بترولية أو غاز طبيعي في خزانات خاصة وتطبق بها أعلى معايير السلامة والأمان                                                              | الناقلة LNG Rivers ببرست. |

### ناقلات المواد الصلبة
| اسم                       | وصف | مثال                            |
| ------------------------- | --- | ------------------------------- |
| سفينة حمولة متعددة المهام | وهي سفن تتكون من عنابر وتجهز حسب الرحلة لشحن أي نوع من أنواع البضائع                                                            | سفينة Pavel Korchagin ببرست     |
| سفينة حمولة ناقلة حاويات  | وفيها تستف البضائع بالأساس داخل حاويات النقل البحري ومهمة السفينة هي نقل الحاويات المرتبة على ظهرها دون النظر لما داخل الحاويات | سفينةNedlloyd Barentsz بهامبورغ |

### ناقلات الصب الجاف
- ناقلة البضائع الصب الجافة